# Fredric Brown
Fredric William Brown (Cincinnati, 29 ottobre 1906 – Tucson, 11 marzo 1972) è stato uno scrittore statunitense di fantascienza e di gialli. È noto soprattutto per la sua capacità di scrivere racconti brevi con una vena umoristica e molto evocativa.

## Biografia
Figlio unico, rimane molto presto orfano: perde la madre nel 1920 e il padre ad un anno di distanza. Viene poi assunto, ancora ragazzo, come factotum presso la Conger & Way, esperienza da cui trarrà il romanzo autobiografico The Office, pubblicato nel 1958. Lavora anche in un luna park itinerante, condividendo la tenda di un lettore del pensiero e proprio in ambienti come luna park si svolgeranno i più bei suspense da lui scritti.
A vent'anni si iscrive all'Università dell'Ohio e poi all'Hannover College in Indiana, senza laurearsi. Nel 1929 sposa l'omonima Helen Brown e si trasferisce a Milwaukee, dove diventa correttore di bozze per la tipografia Cuneo Press e in seguito per il Milwaukee Journal. Dal matrimonio nascono due figli, James Ross e Linn Lewis. Per diciassette anni Brown conserva il suo posto di correttore, pubblicando nel frattempo articoli su varie riviste; nel 1932 escono due volumi di poesie stampati a sue spese: Fermented Ink-Ten Poems e Shadow Suite-Fifteen Poems. Nel 1936 comincia a vendere racconti polizieschi ai pulp magazine.
Nel 1941 su Captain Future viene pubblicato Not Yet the End (Non è ancora finita), il suo primo racconto di fantascienza. Nel 1947 Brown tenta la via del romanzo con Sangue nel vicolo (The Fabulous Clipjoint), pubblicato da Dutton dopo essere stato respinto da una decina di editori, che vince il premio Edgar Allan Poe come migliore opera prima. Divorzia lo stesso anno e si risposa nel 1948 con Elizabeth Charlier per poi trasfersi a New York dove lavora alla stesura di Assurdo universo. Nel 1949 per ragioni di salute si trasferisce con la moglie a Taos, nel Nuovo Messico. Vivrà per periodi più o meno lunghi anche in California a Venice Beach, nei pressi di Los Angeles, per poi stabilirsi, fino alla morte, a Tucson.
Molti dei racconti che seguirono Not Yet the End erano brevi o brevissimi, scritti con uno stile affascinante e con una rara capacità di sintesi. Spesso il tono leggero era un pretesto per mettere in ridicolo i pregiudizi su temi drammatici come la guerra e la corsa agli armamenti. Il suo racconto breve più famoso in assoluto è probabilmente Sentinella. Portò questo umorismo anche nei suoi romanzi: il romanzo di fantascienza Assurdo universo (1949) gioca con gli stereotipi convenzionali del genere, gettando il curatore di una rivista pulp in un mondo parallelo basato non sulle storie che pubblica, ma su quello che il redattore pensa che si immagini il tipico appassionato di queste storie. Similmente Marziani, andate a casa! (1955) descrive un'invasione marziana attraverso gli occhi di un autore di fantascienza.
Da Arena, racconto pubblicato anche con il titolo Il duello, uno dei suoi racconti più famosi, venne tratto l'episodio omonimo della serie tv Star Trek (1967).

## Concorsi letterari dedicati
In italia a Frederic Brown dal 2023 è stato dedicato un concorso letterario indetto dalla casa editrice Ad Astra Edizioni.

## Opere

### Romanzi gialli
- 1947 - Sangue nel vicolo (The Fabulous Clipjoint), Collana I Gialli Proibiti n.20, Milano, Longanesi, 1954-1974 - 1° romanzo con Ed e Am Hunter, vincitore del Edgar Award per il miglior romanzo di esordio.
- 1948 - Delitto senza preludio (The Dead Ringer), I Gialli Élite n.10, 1957 - 2° romanzo con Ed e Am Hunter
- 1948 - Il delitto che diverte (A Plot For a Murder o Murder Can Be Fun), Collana I Gialli Proibiti n.15, Milano, Longanesi, 1954; col titolo I delitti di Babbo Natale, I Classici del Giallo Mondadori n.884, 2000
- 1949 - The Bloody Moonlight - 3° romanzo con protagonisti Ed e Am Hunter
- 1949 - La statua che urla (The Screaming Mimi), Milano, Longanesi, 1953
- 1950 - Un caso su mille (Compliments of a Fiend), Il Giallo Mondadori n.232, 1953-1974 - 4° romanzo con Ed e Am Hunter
- 1950 - Here Comes a Candle
- 1951 - Tutto in una notte (Night of the Jabberwock), Il Giallo Mondadori n.2233, 1991; col titolo Il visitatore che non c'era, Milano, Polillo, 2003
- 1951 - The Case of the Dancing Sandwiches
- 1951 - Uno strano cliente (Death Has Many Doors), Serie Gialla n.160, Milano, Garzanti, 1959; I Classici del Giallo Mondadori n.932, 2002 - 5° romanzo con Ed e Am Hunter
- 1951 - Grido di morte (The Far Cry), Il Giallo Mondadori n.2137, 1990; col titolo Grido mortale, Hobby & Work, Hobby & Work, 2005-2011
- 1952 - Ho ucciso mia nonna? Un'amnesia pericolosa (We All Killed Grandma), Serie Gialla n. 77, Milano, Garzanti, 1959; Milano, Mondadori, 2010
- 1953 - Gorgo fatale (The Deep End), Serie Gialla n.31, Milano, Garzanti, 1954, 1964
- 1953 - Madball
- 1954 - Il suo nome era morte (His Name Was Death), Serie Gialla n.65, Milano, Garzanti, 1955; I Classici del Giallo Mondadori n.1456, 2022
- 1955 - Indagine a Skid Row (The Wench is Dead), Il Giallo Mondadori n.2287, 1992
- 1956 - La belva nella città (The Lenient Beast), I Gialli del Secolo n.308, Roma, Gherardo Casini Editore, 1958
- 1958 - Il bicchiere della staffa (One for the Road), Serie Gialla n.153, Milano, Garzanti, 1959-1965
- 1959 - Colpisci e fuggi (Knock Three-One-Two), I Gialli del canarino n.4, Ponzoni, 1960; col titolo La notte dello psico, I Classici del Giallo Mondadori n.714, 1994
- 1959 - La morte viene dalla strada (The Late Lamented), Serie Gialla n. 204, Milano, Garzanti, 1961 - 6° Romanzo con Ed e Am Hunter
- 1961 - Gli assassini (The Murderers), Serie Gialla n. 233, Milano, Garzanti, 1962
- 1962 - Cinque giorni d'incubo (The Five-Day Nightmare), trad. Laura Grimaldi, Il Giallo Mondadori n.748, 1963; I Classici del Giallo Mondadori n.1290, 2012
- 1963 - Mrs. Murphy's Underpants - 7° Romanzo con Ed e Am Hunter

### Romanzi di fantascienza
- 1949 - Assurdo universo (What Mad Universe)
- 1953 - Progetto Giove (The Lights in the Sky are Stars o Project Jupiter); Il Romanzo per tutti, Corriere della Sera, Anno XI n.17, 1997
- 1955 - Marziani, andate a casa! (Martians, Go Home)
- 1957 - Il vagabondo dello spazio (Rogue in Space)
- 1961 - Gli strani suicidi di Bartlesville (The Mind Thing)

I romanzi di fantascienza di Brown, con l'eccezione di Marziani, andate a casa!, sono stati pubblicati nella Collana I Massimi della Fantascienza, Arnoldo Mondadori Editore, 1989, con l'introduzione di Giuseppe Lippi.

### Romanzi vari
- 1958 - The Office

### Antologie di racconti di fantascienza
Solo titoli usciti in Italia:

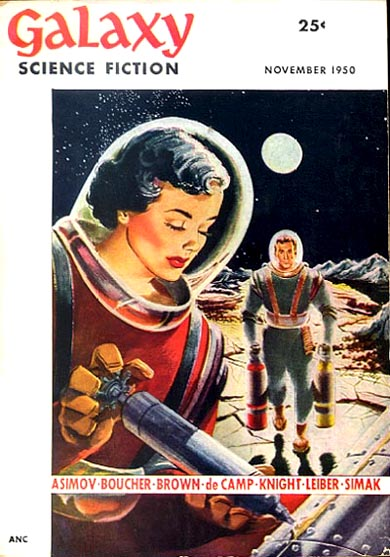
La copertina del secondo numero di Galaxy Science Fiction nel 1950 fu dedicata al racconto di Brown Honeymoon in Hell

- Luna, luna di miele (Honeymoon in Hell), Urania n. 511, 1958
- L'angelico lombrico (The Angelic Angleworm), Urania n. 582, 1971
- Cosmolinea B-1, Biblioteca di Urania n. 11, 1982
- Cosmolinea B-2, Biblioteca di Urania n. 12, 1983
- Tutti i racconti (1941-1949), I Massimi della Fantascienza, Arnoldo Mondadori Editore, con introduzione di Giuseppe Lippi, 1991
- Tutti i racconti (1950-1972), I Massimi della Fantascienza, Arnoldo Mondadori Editore, 1992
- I racconti più brevi del mondo, Fahrenheit 451 (ISBN 8886095023), 1993
- Il vagabondo dello spazio, Urania Millemondi n. 35, 2002, contenente il romanzo omonimo, Gli strani suicidi di Bartlesville, e racconti vari.
- Cosmolinea B-1, Urania Millemondi n. 62, 2013
- Cosmolinea B-2, Urania Millemondi n. 63, 2013

### Racconti
Elenco parziale:
| Anno | Titolo italiano                                            | Titolo originale                                  | Antologia che lo contiene |
| ---- | ---------------------------------------------------------- | ------------------------------------------------- | --- |
| 1941 | Armageddon                                                 | Armageddon                                        | Le grandi storie della fantascienza 3 Cosmolinea B-1 |
| 1941 | Etaoin Shrdlu                                              | Etaoin Shrdlu                                     | Cosmolinea B-1 |
| 1941 | Per questa volta, no                                       | Not Yet the End                                   | Cosmolinea B-1 |
| 1942 | Astrotopolino o Il topo stellare o Il topo delle stelle    | The Star Mouse                                    | Luna, luna di miele Cosmolinea B-1 Le grandi storie della fantascienza 4 Avventure nel tempo e nello spazio                                              |
| 1942 | Guida al delitto                                           | Handbook for Homicide                             | 150 anni in giallo |
| 1942 | Il nuovo arrivato                                          | The New One                                       | Cosmolinea B-1 |
| 1942 | Proprio maniaco                                            | Mad Dog!                                          | 150 anni in giallo |
| 1942 | Ultimosauro                                                | Starvation                                        | Cosmolinea B-1 |
| 1943 | Incubo di Vargas o Incubo stellare o Incubo a occhi aperti | Daymare                                           | Le grandi storie della fantascienza 5 Cosmolinea B-1 |
| 1943 | L'angelico lombrico o Errata corrige                       | The Angelic Angleworm                             | L'angelico lombrico, Urania n. 582 Cosmolinea B-1 Il giardino del tempo                                                                                  |
| 1943 | Dentro il cappello                                         | The Hat Trick                                     | Cosmolinea B-1 |
| 1943 | ... E gli dei risero                                       | ... And the Gods Laughed                          | Cosmolinea B-1 |
| 1943 | La famiglia Geezenstack                                    | The Geezenstacks                                  | Cosmolinea B-1 Il vagabondo dello spazio, Millemondi n.35                                                                                                |
| 1943 | Paradosso perduto                                          | Paradox Lost                                      | Cosmolinea B-1 |
| 1944 | Arena o Il duello                                          | Arena                                             | Cosmolinea B-1 Le grandi storie della fantascienza 6 Il vagabondo dello spazio, Millemondi n.35 Le meraviglie del possibile                              |
| 1944 | Niente di Sirio                                            | Nothing Sirius                                    | Cosmolinea B-1 |
| 1944 | Il principio di Yehudi                                     | The Yehudi Principle                              | Cosmolinea B-1 |
| 1945 | Gli ondicoli o Gli ondifagi                                | The Waveries                                      | Cosmolinea B-1 Le grandi storie della fantascienza 7 |
| 1945 | Che succede lassù? o Pi nel cielo                          | Pi in the Sky                                     | Luna, luna di miele Cosmolinea B-1 Le grandi storie della fantascienza 7                                                                                 |
| 1946 | Pianeta da pazzi o Placet è una gabbia di matti            | Placet is a Crazy Place                           | Cosmolinea B-1 Le grandi storie della fantascienza 8 |
| 1948 | Toc, toc o Chi è                                           | Knock                                             | Cosmolinea B-1 Le grandi storie della fantascienza 10 |
| 1948 | Il suono del silenzio                                      | Cry Silence                                       | American Pulp |
| 1949 | Crisi 1999                                                 | Crisis 1999                                       | Cosmolinea B-1 |
| 1949 | Fuga nel buio                                              | Gateway to Darkness                               | Cosmolinea B-1 |
| 1949 | Lettera a una Fenice                                       | Letter to a Phoenix                               | Cosmolinea B-1 Il vagabondo dello spazio, Millemondi n.35                                                                                                |
| 1949 | Il topo                                                    | Mouse                                             | Cosmolinea B-1 |
| 1949 | Tutti i Bem di buona volontà                               | All God Bems                                      | Cosmolinea B-1 |
| 1949 | Vieni e impazzisci                                         | Come and Go Mad                                   | L'angelico lombrico Cosmolinea B-1 Il vagabondo dello spazio, Millemondi n.35                                                                            |
| 1950 | Da queste ceneri                                           | From These Ashes                                  | Cosmolinea B-1 |
| 1950 | Ma che bel Frunz!                                          | The Frownzly Florgels                             | Cosmolinea B-1 |
| 1950 | L'ultimo treno                                             | The Last Train                                    | Cosmolinea B-1 |
| 1950 | La rappresaglia o Rappresaglia                             | Vengeange Fleet                                   | Urania 295 Cosmolinea B-1 |
| 1950 | Disciplina                                                 | Obedience                                         | Cosmolinea B-1 (ed. 1982) Cosmolinea B-2 (ed. 2013) |
| 1950 | L'ultimo marziano o L'ultimo dei marziani                  | The Last Martian                                  | Cosmolinea B-1 (ed. 1982) Il vagabondo dello spazio, Millemondi n.35 Le meraviglie del possibile Cosmolinea B-2 (ed. 2013)                               |
| 1950 | Luna, luna di miele                                        | Honeymoon in Hell                                 | Luna, luna di miele Cosmolinea B-1 (ed. 1982) Cosmolinea B-2 (ed. 2013)                                                                                  |
| 1950 | Topolino colpisce ancora                                   | Mikey Rides Again                                 | Cosmolinea B-1 (ed. 1982) Cosmolinea B-2 (ed. 2013) |
| 1950 | Vaccinazione                                               | Six-Legged Svengali                               | Cosmolinea B-1 (ed. 1982) Cosmolinea B-2 (ed. 2013) |
| 1951 | L'arma                                                     | The Weapon                                        | Le grandi storie della fantascienza 13 Il vagabondo dello spazio, Millemondi n.35 Cosmolinea B-2                                                         |
| 1951 | L'abbandonato di Kruger III                                | Something Green                                   | Cosmolinea B-2 |
| 1951 | Ucciso dagli antenati                                      | Dark Interlude                                    | Cosmolinea B-2 |
| 1951 | Lo scambiatore                                             | Switcheroo                                        | Cosmolinea B-2 |
| 1951 | Umorista di professione                                    | Cartoonist o Garrigan's Bems                      | Urania 295 Cosmolinea B-2 |
| 1951 | I giocatori                                                | The Gamblers                                      | Cosmolinea B-2 |
| 1951 | L'uomo del Presidente                                      | The Hatchetman                                    | Cosmolinea B-2 |
| 1951 | Un uomo esemplare                                          | Man of Distinction                                | Le meraviglie del possibile Cosmolinea B-2 |
| 1951 | La cupola                                                  | The Dome                                          | Cosmolinea B-2 |
| 1951 | E ora, un messaggio dal nostro sponsor                     | A Word from Our Sponsor                           | Cosmolinea B-2 |
| 1952 | Io, Frittella e i Marziani                                 | Me and Flapjack and the Martians                  | Cosmolinea B-2 |
| 1953 | Galleria di specchi o Gioco di specchi                     | Hall of Mirrors                                   | Le grandi storie della fantascienza 15 Cosmolinea B-2 |
| 1953 | Le ali del diavolo                                         | Rustle of Wings                                   | Per tutti i diavoli dell'universo Cosmolinea B-2 |
| 1953 | Agnellino                                                  | The Little Lamb                                   | Cosmolinea B-2 |
| 1954 | Questione di scala                                         | Pattern                                           | Il vagabondo dello spazio, Millemondi n.35 Cosmolinea B-2                                                                                                |
| 1954 | La risposta                                                | Answer                                            | Le grandi storie della fantascienza 16 Per tutti i diavoli dell'universo Il vagabondo dello spazio, Millemondi n.35 L'ora di fantascienza Cosmolinea B-2 |
| 1954 | Avamposto sul pianeta X o Sentinella                       | Sentry                                            | Urania 75 Il vagabondo dello spazio, Millemondi n.35 Le meraviglie del possibile Cosmolinea B-2                                                          |
| 1954 | L'esperimento o Esperimento                                | Experiment                                        | Urania 75 Cosmolinea B-2 |
| 1954 | Assurdità                                                  | Preposterous                                      | Cosmolinea B-2 |
| 1954 | Cortesia                                                   | Politeness                                        | Cosmolinea B-2 |
| 1954 | Margherite                                                 | Daisies                                           | Cosmolinea B-2 |
| 1954 | La ricerca                                                 | Search                                            | Cosmolinea B-2 |
| 1954 | La sentenza                                                | Sentence                                          | Cosmolinea B-2 |
| 1954 | Alla larga!                                                | Keep Out                                          | Cosmolinea B-2 |
| 1954 | Il solipsista                                              | Solipsist                                         | Cosmolinea B-2 |
| 1954 | Riconciliazione                                            | Reconciliation                                    | Cosmolinea B-2 |
| 1954 | Naturalmente                                               | Naturally                                         | Cosmolinea B-2 |
| 1954 | Voodoo                                                     | Voodoo                                            | Cosmolinea B-2 |
| 1955 | La razza dominante                                         | Blood                                             | Il vagabondo dello spazio, Millemondi n.35 Cosmolinea B-2                                                                                                |
| 1955 | Millennio                                                  | Millennium                                        | Cosmolinea B-2 |
| 1955 | Immaginatevi                                               | Imagine, a poem                                   | Il vagabondo dello spazio, Millemondi n.35 Cosmolinea B-2                                                                                                |
| 1955 | La prima macchina del tempo                                | The First Time Machine                            | Cosmolinea B-2 |
| 1955 | Giochi di parole                                           | Too Far                                           | Cosmolinea B-2 |
| 1955 | J. C.                                                      | Jaycee                                            | Cosmolinea B-2 |
| 1957 | Spedizione                                                 | Expedition                                        | Cosmolinea B-2 |
| 1957 | Lieto fine                                                 | Happy Ending                                      | Cosmolinea B-2 |
| 1958 | Errore d'ortografia                                        | Unfortunately                                     | Cosmolinea B-2 |
| 1959 | Trucido                                                    | Nasty                                             | Cosmolinea B-2 |
| 1959 | Levitazione                                                | Rope Trick                                        | Cosmolinea B-2 |
| 1960 | Abominevole                                                | Abominable                                        | Urania 295 Cosmolinea B-2 |
| 1960 | Inno di congedo                                            | Recessional                                       | Cosmolinea B-2 |
| 1960 | Il potere                                                  | The Power                                         | Cosmolinea B-2 |
| 1960 | ...et dona ferentes                                        | Earthmen Bearing Gifts                            | Cosmolinea B-2 |
| 1960 | La casa                                                    | The House                                         | Cosmolinea B-2 |
| 1960 | Allo zoo                                                   | Bear Possibility                                  | Cosmolinea B-2 |
| 1961 | Le grandi scoperte perdute                                 | Great Lost Discoveries                            | Urania 293 Il vagabondo dello spazio, Millemondi n.35 Cosmolinea B-2                                                                                     |
| 1961 | Prevenzione                                                | The Hobbyist                                      | Cosmolinea B-2 |
| 1961 | Barbaverde                                                 | Bright Beard                                      | Cosmolinea B-2 |
| 1961 | Polvere di gatto                                           | Cat Burglar                                       | Cosmolinea B-2 |
| 1961 | Sue proprie mani                                           | Dead Letter                                       | Cosmolinea B-2 |
| 1961 | Morte sulla montagna                                       | Death on the Mountain                             | Cosmolinea B-2 |
| 1961 | Errore fatale                                              | Fatal Error                                       | Cosmolinea B-2 |
| 1961 | Amore ittico                                               | Fish Story                                        | Cosmolinea B-2 |
| 1961 | Il compleanno della nonna                                  | Granny's Birthday                                 | Cosmolinea B-2 |
| 1961 | Cavalli e umanoidi                                         | Horse Race                                        | Cosmolinea B-2 |
| 1961 | Lo scherzo                                                 | The Joke                                          | Cosmolinea B-2 |
| 1961 | La fine                                                    | The End                                           | Il vagabondo dello spazio, Millemondi n.35 Cosmolinea B-2                                                                                                |
| 1961 | Incubo in bianco                                           | Nightmare in White                                | Cosmolinea B-2 |
| 1961 | Incubo in blu                                              | Nightmare in Blu                                  | Cosmolinea B-2 |
| 1961 | Incubo in giallo                                           | Nightmare in yellow                               | Cosmolinea B-2 |
| 1961 | Incubo in grigio                                           | Nightmare in Grey                                 | Cosmolinea B-2 |
| 1961 | Incubo in rosso                                            | Nightmare in Red                                  | Cosmolinea B-2 |
| 1961 | Incubo in verde                                            | Nightmare in Green                                | Cosmolinea B-2 |
| 1961 | L'anello di Hans Carvel                                    | The Ring of Hans Carvel                           | Cosmolinea B-2 |
| 1961 | Seconda possibilità                                        | Second Chance                                     | Cosmolinea B-2 |
| 1961 | Tre piccoli gufi                                           | Three Little Owls                                 | Cosmolinea B-2 |
| 1961 | Delitto in dieci lezioni                                   | Murder in Ten Easy Lessons                        | Il vagabondo dello spazio, Millemondi n.35 Cosmolinea B-2                                                                                                |
| 1961 | Le brevi vite felici di Eustace Weaver                     | The Short Happy Life of Eustace Weaver I, II, III | Urania 294 Cosmolinea B-2 |
| 1962 | Il vecchio, il mostro spaziale e l'asino                   | Puppet Show                                       | Il vagabondo dello spazio, Millemondi n.35 Cosmolinea B-2                                                                                                |
| 1962 | Aelurofobo                                                 | Aelurophobe                                       | Urania 295 Cosmolinea B-2 |
| 1963 | Ontologia                                                  | It didn't Happen                                  | Cosmolinea B-2 |
| 1963 | Il video ci guarda                                         | Double Standard                                   | Il quarto libro della fantascienza Il vagabondo dello spazio, Millemondi n.35 Cosmolinea B-2                                                             |
| 1965 | Eine kleine Nachtmusik                                     | Eine kleine Nachtmusik                            | Cosmolinea B-2 |
| 1973 | Dieci per cento                                            | Ten Percenter                                     | Cosmolinea B-2 |

## Filmografia
- 1946 - La banda dei falsificatori (Crack-Up) - da Madman's Holiday
- 1955 - Alfred Hitchcock presenta (Alfred Hitchcock Presents, serie tv) - quattro episodi
- 1958 - La statua che urla (Screaming Mimi) - dal romanzo omonimo
- 1960 - Thriller (serie tv) - episodio Knock Three-One-Two, da La notte dello psico
- 1964 - Historias para no dormir (serie tv)
- 1966 - Star Trek (serie tv) - episodio Arena, dal racconto L'arena
- 1970 - L'uccello dalle piume di cristallo - da La statua che urla
- 1975 - L'ibis rouge - da La notte dello psico
- 1981 - La camera oscura (Darkroom, serie tv)
- 1990 - Balle spaziali 2 - La vendetta (Martians Go Home) - da Marziani, andate a casa!
- 1992 - Vieille canaille - da His Name Was Death
- 1998 - Ça ne se refuse pas
- 2001 - La bête de miséricorde - da The Lenient Beast
- 2005 - Ember a tükörben